# Географија Португалије
Португалија заузима западни део Пиринејског полуострва на југозападу Европе, између Атлантског океана и Шпаније. По свом положају Португал је изразито атлантска земља. Са површином од 92.391 спада међу најмање земље у Европи. У држави живи око 10.500.000 становника, па густина насељености износи 114 ст/km². Крајња западна тачка, која је истовремено крајња западна тачка континенталног дела Европе, је рт Рока, док крајњу источну тачку чини место Миранда до Доуро. Са обала Португалије кретале су бројне истраживачке експедиције око Африке према Индији (Васко де Гама), око света (Магелан), и према Јужној Америци. Као значајна поморска сила у прошлости је стекла велику прекоокеанску империју. У састав Португалије улазе атлантска острва Мадеира и Азори.

### Рељеф
Територија Португалије је природно спуштање шпанске Мезете, грађене од старих кристаластих стена, према Атлантику. Речни токови поделили су висораван, која се лагано спушта према обали и претворили је у групе брегова.
На истоку државе простиру се планине, док је западни део низијски. Северни део Португалије чини планинска покрајина, која се пружа од реке Мињо до реке Доуро. Источни део ове покрајине чине висоравни, висине 700 - 800 m, настале у долинама истоимених река: Доуро и Мињо. Са тих висоравни дижу се бројне планине, висине 1000—1400. m. Овај крај се зове Траш ош Монтеш.
Спуштајући се према мору, долази се до равница на 200 - 300 m надморске висине, а онда у приморски обални део. Средњи део Португалије се разликује од северног дела. Од Доура до Тежа, преко Коимбре, иде изразита тектонска линија која условљава благе облике рељефа изграђене од гранита. Тектоника наводи реку Тежо да тече ка западу, да би потом скренула ка југозападу. 
И овај део територије пресеца неколико планинских ланаца, Сера, међу којима се истиче висока Сера де Естрела (1990 m). На овом планинском ланцу налази се и највиша тачка у континенталној Португалу. На њему се опажају трагови глацијације. Ипак највиши врх у земљи угасли вулкан Пико (2371 m), на истоименом азорком острву. На њему се опажају трагови глацијације.
Од венца Сера де Естрела од венца Сера де Синтра простире се Естремадуру, која је изграђена од мезозојских стена, а покривена је оскудним културама и слабом шумом. Јужно од Сеере де Естрела пружају се уз руб Мезете прво терцијарни, затим плеистоценски и најмлађи седименти, који спуштајући се према мору сачињавају висораван Ремадуру.
Југоисточно од ове висоравни пружају се равнице Рибатежо и Алентежо. Та равница се лагано уздиже у висораван Горњи Алентежо. Југозападно од Алентежа пружају се огранци Сеере Морене, а јужно од њих пружа се висораван Алгарве, изграђена од мезозојских и терцијарних слојева, и делувијалних и алувијалних седимената.

### Клима
У Португалу разликујемо две врсте климе:
- океанску и
- медитеранску.

На северу Португалије, под утицајем Атлантика, заступљена је океанска клима. Карактеришу је благе зиме и лета влажнија и не тако жарка као на југу. Планине на северозападу граде кишну баријеру облацима са Атлантика, па примају и више од 1000 mm кише годишње. 
У јужном делу земље преовладавају утицаји с Медитерана, па он има сушнију климу од северне Португалије. Овде су заступљена жарка и сушна лета и благе али влажне зиме са средњом јануарском температуром од 10 °C. Годишња количина падавина не прелази 400 - 500 mm. 
У унутрашњости државе лета су врела и сува, па су суше уобичајне на истоку, захваљујући планинама које онемогућавају киши са Атлантика да продре у унутрашњост. Утицај климатских фактора са мора јачи је од утицаја климатских фактора са копна, што се види по изотермама. Јануарске изотерме од 12 °C до 8 °C нижу се паралелно од рта Сао Винсенте према унутрашњости. Оне иду паралелно дуж осталог дела државе. Слично иду и јулске изотерме од 20 °C до оне у унутрасњости с 25 °C. Ветрови су знатно јачи и чешћи са западног него с источног квадранта, а зависе од померања азорског антициклона.

### Биљни и животињски свет
Флора - Захваљујући изразитијим падавинама севернији део земље је шумовитији. Шуме заузимају 28% од укупне територије. Знатни простори у планинама су под травном формацијом. У песковитом приморју засађен је на великим површинама приморски бор. У унутрашњости већи значај има посебна врста храста од чије се коре добија плута. Југ је мање шумовит, али је јужни део Алгарва познат по узгоју рогача, смокава и бадема. У нижим пределима широм земље узгајају се маслине. 
Фауна - У Португалу живи много дивљих сисара укључујући вукове, вепрове и рисове. Вук и рис су на ивици истребљења и упркос великим напорима власти, тај се тренд не поправља. Рис се сматра практично истребљеним, пошто се рачуна да у земљи постоји свега још неколило парова. Гмизаваца такође има у изобиљу, на југу посебно гуштера и камелеона. Птичији свет, у којем има и неких врста својствених само Пиринејском полуострву обогацује се свакогодисњим миграцијама птица до Африке и назад.

### Административна подела
Португал се административно дели на опшине којих има 308 (зову се concelhos), које су подељене на свеукупно више од 4.000 парохија (freguesias).
Осим копненог дела Португалије на западу Иберијског полуострва, саставни део Португалије су и две острвске групе: Азори и Мадеира, које представљају аутономне регије.
У копненом делу Португалије постоји 5 регија:
- Алентежо
- Алгарве
- Центар
- Лишбоа е Вале до Тежо
- Норте

Највећи градови у Португалу су (са бројем становника):
- - Лисабон - 2.547.665
  - Порто - 1.509.958
  - Брага - 754.830
  - Авеиро - 460.157
  - Коимбра - 430.845
  - Фаро - 391.819
  - Визеу - 354.162

### Хидрографија

#### Реке
Речна мрежа у Португалу је густа. Скоро сви речни токови долазе из суседне Шпаније, а то су: Мињо, гранична река на северу, а затим следе Лима, Доуро, на чијем ушћу лежи Порто, Мондего, Тежо, са Лисабоном на самом ушћу, Садо и Гвадијана, гранична река на југу. Реке се делимично користе за пловидбу. Имају висок водостај зими, а низак лети. Планинске реке на северу располажу високим хидропотенцијалом. 
Тежо је најдужа река на Пиринејском полуострву. Извире у источној Шпанији и протиче на западу дужином од 1.007 km до ушћа у Атлантик, код Лисабона. У Португалу протиче дужином од 226 km. Само доњи ток реке Тежо је плован, док је средњи ток веома значајан за наводњавање. Бројне бране, изграђене на реци Тежо, користе се за експлоатацију великог хидропотенцијала реке, а три од њих су велики резервоари воде. На самом ушћу реке Тежо налази се велика лука у Лисабону. 
Река Доуро протиче северним делом Португалије. Извире у провинцији Соира, (северни део средње Шпаније) протиче дужином од 895 km и улева се у Атлантски океан код града Порто. Највећим делом река протиче западно од границе Шпаније и Португалије, затим тече југозападно, чинећи границу дужине 97 km и на крају протиче кроз Португал до свог ушћа. Долина реке Доуро специјализована је у узгајању винских сорти грожђа, а у њој успевају и маслине. Пловидба је могућа делимично на делу који протиче кроз Португал, на дужини од 200 km, пошто је многобројни брзаци и повремене поплаве спречавају. Осим тога река Доуро са својим притокама због обиља воде вазан је извор хидроенергије. На реци Доуро налази се хидроцентрала Миранда, јачине 172 хиљаде kWh. Од великог економског значаја је и систем наводњавања који је изграђен на овој реци. Дуж обале су се нанизала бројна рибарска села.
Гвадијана извире као Горња Гвадијана у Шпанији. Река тече према југу, образујући групе мањих језера, затим скреће у правцу северозапад и понире отприлике на удаљености 5 km од реке Зезере. На појединим деловима река чини природну границу Португалије са Шпанијом. Гвадијана доноси велику количину воде и материјала који седиментира одмах на ушћу, али јака струја у Кадиском заливу захвата тај материјал и супротно смеру казаљке преноси га према западу. Због тога су се на ушћу развила два насеља Исла Кристина и Ајамонте, важне извозне луке за стоку из Алентежа. Гвадијана се улива у Атлантски океан, образујући широки естуар. Од укупне дужине (830 km), пловна је само 68 km од ушћа.

#### Море
Атлантска обала је ниска, песковита и слабо разуђена. Деловање мора на португалску обалу, посебно плима и осека, које уздижу и спуштају дуж обале висину мора од 3,5 до 4,30 m, утицало је на стварање естуара. Најдужи део равне обале од скоро 100 km налази се уз Тежо. На стварање осталих изразитих облика обале доста утичу таласи, који се дижу и до 10 m висине, а имају ударну снагу до 20 тона по m². Они су знатно већи и јачи него на Медитерану.